# Wil Schuurman
Wilhelmina Berendina (Wil) Schuurman (Amsterdam, 6 september 1943) is een voormalig Nederlands politica. Namens de Centrumdemocraten (CD) zat ze van 1994 tot 1998 in de Tweede Kamer. Ook was ze gemeenteraadslid in Den Haag van 1990 tot 1998.

## Biografie
In haar jeugd was Schuurman actief bij de jongerenvereniging van de Communistische Partij van Nederland (CPN). Begin jaren 70 werd ze lid van de Partij van de Arbeid, later van de Centrumpartij (CP). In die tijd werkte ze als verkoopster bij een modezaak (Maison de Bonneterie) in Den Haag en later als administratief medewerkster bij De Bijenkorf.
Na haar overstap naar de Centrumdemocraten werd ze secretaresse van Hans Janmaat. Schuurman was aanwezig bij een gezamenlijke bijeenkomst van Centrumdemocraten en Centrumpartij op 29 maart 1986 in een hotel in Kedichem, toen antifascistische actievoerders rookbommen gooiden om de samenkomst te verstoren waarbij brand ontstond. Bij het afdalen vanuit een open raam van het hotel kwam ze zo ongelukkig terecht dat later in het ziekenhuis een van haar benen moest worden geamputeerd. In 1998 eiste de Stichting schadevergoeding mevrouw W.B. Schuurman een schadevergoeding van twee miljoen gulden van de gemeenten Leerdam en Amsterdam, de Anne Frank Stichting en de Staat der Nederlanden. Theatermakers Marjolijn van Heemstra en Sadettin Kirmiziyüz zetten de gebeurtenissen in hun voorstelling Jeremia uiteen, waarbij ze de literaire vrijheid namen er een aanslag met fosforbommen van te maken. Het is onduidelijk of die werkelijk gebruikt zijn, maar de politie hield er wel rekening mee.
In 1990 werd Schuurman voor de Centrumdemocraten lid van de gemeenteraad van Den Haag als fractievoorzitter. Vier jaar later werd ze gekozen tot lid van de Tweede Kamer. Ze gaf haar maidenspeech op 28 juni 1994 bij het debat over de brief inzake de beoordeling van het optreden van Rolph Gonsalves als bestuursambtenaar in Nieuw-Guinea. In 1994 probeerde ze als lijsttrekker vergeefs ook in het Europees Parlement te worden gekozen. Als Tweede Kamerlid voerde ze nauwelijks het woord. Ze werd op 28 maart 1995 veroordeeld tot een boete van 1000 gulden vanwege discriminerende uitspraken tijdens t.v.-uitzendingen. Bij de verkiezingen van 1998 werd Schuurman niet herkozen en verdwenen de Centrumdemocraten uit de Tweede Kamer.
Hoewel Wil Schuurman in het voorjaar van 1986 na de aanslag op het hotel in Kedichem haar rechterbeen had verloren, kreeg zij tijdens haar tijd als Tweede Kamerlid geen andere werkkamer toegewezen dan de gebruikelijke zolderkamer van de Centrumdemocraten, zonder lift. Dit had tot gevolg dat zij elke werkdag door twee bewakers naar haar werkkamer moest worden gedragen. Zelf beklaagde zij zich erover dat niemand uit de Tweede Kamer enig blijk van medeleven had gegeven. Naar eigen zeggen zou zij, toen zij de eerste keer met kunstbeen de Tweede Kamer betrad, zelfs door leden van de VVD-fractie zijn uitgelachen.

## Privé
Ze trouwde in juni 1996 met Hans Janmaat. Uit een eerder huwelijk heeft ze een zoon die ook actief was voor de Centrumdemocraten.